# Trichosteleum annamense
Trichosteleum annamense là một loài rêu trong họ Sematophyllaceae. Loài này được Broth. & Paris mô tả khoa học đầu tiên năm 1911.